# Калімуллино
Каліму́лліно (рос. Калимуллино, башк. Кәлимулла) — присілок у складі Зіанчуринського району Башкортостану, Росія. Входить до складу Новочебенкинської сільської ради.
Населення — 74 особи (2010; 88 в 2002).
Національний склад:
- башкири — 70%